# Ионавское районное самоуправление
Ионавское районное самоуправление (лит. Jonavos rajono savivaldybė, до 1995 года — Иона́вский район) — муниципальное образование в Каунасском уезде Литвы.

## География
В районе преобладают равнины и холмистая местность. Самое высокое место — хребет Кулва (113 м, близ деревни Буконис), самое низкое — долина рек Вилии и Швянтойи (28 м).
Средняя температура в январе −5,0°С, в июле 17,4°С. Среднегодовое количество осадков составляет 676 мм.
Через район протекают реки Вилия, Швянтойи, Ланкеса на северо-западе и Ширвинта.В Ионавском районе 7 озёр и 4 пруда.
Лесистость 38,9 %; преобладают сосновые и смешанные леса.

## История
В начале Великой Отечественной войны эти территории защищала от агрессии Германии 11-я армия РККА ВС Союза ССР.
Район образован 20 июня 1950 года из упраздненных 14 районов Каунасского уезда, 8 районов Кедайняйского уезда, 1 района Ширвинтского уезда и 4 района Укмергского уезда. В 1950—1953 годах район относился к Каунасской области. В 1954 году району была передана небольшая часть Кедайняйского района, а в 1955 году часть Вилиямпольского района.
20 марта 1989 года произошла авария в изотермическом резервуаре на заводе азотных удобрений производственного объединения «Азотас» в селе Йоналаукис. Была проведена экстренная эвакуация тысяч жителей деревни Упнинкай и других населённых пунктов Ионавского района, а также ближайших населённых пунктов Укмергского района.
В 1995 году было создано самоуправление Ионавского района, подчиненное Каунасскому уезду.

## Административное устройство
Районный центр — город Ионава. Представительным органом самоуправления является Ионавский районный совет, исполнительным органом — Ионавская районная администрация.

### Староства
В районе 9 староств (перечислены ниже):
- Буконисское староство (административный центр Буконис)
- Жиляйское староство (Жиляй)
- Жеймяйское староство (Жеймяй)
- Ионавское городское староство (Ионава)
- Кулвинское староство (Кулва)
- Руклинское староство (Рукла)
- Ужусаляйское староство (Ужусаляй)
- Упнинкайское староство (Упнинкай)
- Швейцарское староство (Швейцария)

## Населённые пункты
- один город — Ионава;
- три местечка — Панотеряй, Рукла и Жеймяй;
- 277 деревень.

### Численность населения (2021)
- Ионава — 27 381
- Рукла — 1 987
- Швейцария — 736
- Жеймяй — 734
- Упнинкай — 641
- Ужусаляй — 615
- Буконис — 430
- Ижорай — 401
- Куигаляй — 331
- Юшконис — 326

## Население
| Год  | Численность | Численность |
| ---- | ----------- | ----------- |
| 1959 | 28 600      | [ 1 ]       |
| 1970 | 35 100      | [ 1 ]       |
| 1979 | 47 250      | [ 1 ]       |
| 1989 | 54 425      | [ 1 ]       |
| 1996 | 52 068      | [ 2 ]       |
| 1997 | 52 307      | [ 2 ]       |
| 1998 | 52 291      | [ 2 ]       |
| 1999 | 52 302      | [ 2 ]       |
| 2000 | 52 410      | [ 2 ]       |
| 2001 | 52 258      | [ 2 ]       |
| 2002 | 52 031      | [ 2 ]       |
| 2003 | 51 734      | [ 2 ]       |
| 2004 | 51 510      | [ 2 ]       |
| 2005 | 51 218      | [ 2 ]       |
| 2006 | 50 373      | [ 2 ]       |
| 2007 | 49 589      | [ 2 ]       |
| 2008 | 49 051      | [ 2 ]       |
| 2009 | 48 792      | [ 2 ]       |
| 2010 | 48 036      | [ 2 ]       |
| 2011 | 46 653      | [ 2 ]       |
| 2012 | 45 713      | [ 2 ]       |
| 2013 | 45 079      | [ 2 ]       |
| 2014 | 44 470      | [ 2 ]       |
| 2015 | 43 875      | [ 2 ]       |
| 2016 | 43 196      | [ 2 ]       |
| 2017 | 42 561      | [ 2 ]       |
| 2018 | 42 052      | [ 2 ]       |
| 2019 | 41 631      | [ 2 ]       |
| 2020 | 41 151      | [ 2 ]       |
| 2021 | 41 595      | [ 2 ]       |
| 2022 | 41 248      | [ 2 ]       |
| 2023 | 41 567      | [ 2 ]       |

### Национальный состав
По данным на 2011 год в районе проживало 46 519 человек, из которых:
- Литовцы — 87,86 % (40 871);
- Русские — 8,23 % (3 827);
- Поляки — 1,17 % (542);
- Украинцы — 0,74 % (346);
- Белорусы — 0,57 % (263);
- Цыгане — 0,24 % (113);
- Немцы — 0,13 % (62);
- Прочие — 1,06 % (495).